# Limeswachturm Wp 4/49
Der Limeswachturm Wp 4/49 stand in römischer Zeit nahe dem heutigen Grüningen, einem Ortsteil der Stadt Pohlheim in Mittelhessen. Er ist als Teil des Obergermanisch-Raetischen Limes ein Zeugnis römischer Grenzbefestigungen. Die Position des Turms Wp 4/49 (Posten 49 am Streckenabschnitt 4) ist durch Steinfundamente nachgewiesen. Die Rekonstruktion des Turms, die 1967 unter Beteiligung der Heimatvereinigung Schiffenberg e. V., des Landes Hessen und der Stadt Pohlheim errichtet wurde, zielt darauf ab, die militärarchitektonischen Merkmale des Limes zu präsentieren. Der Wachturm, als ein Element des Limes als UNESCO-Welterbe, steht heute stellvertretend für die Methodik und Bauweise der römischen Grenzsicherung.

## Geschichtlicher Hintergrund

### Antike

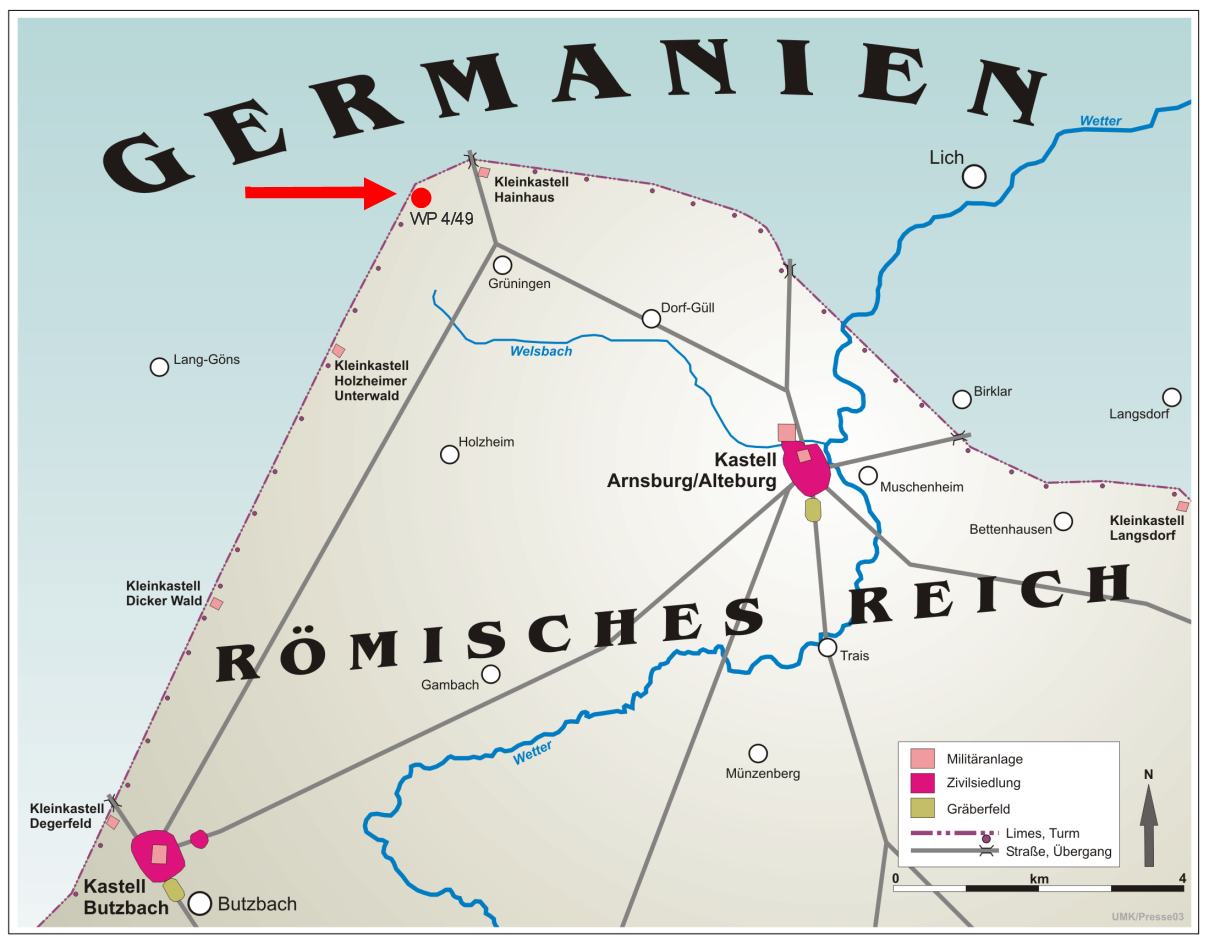
Wachturm Wp 4/49 im Limesverlauf zwischen dem Kleinkastell Holzheimer Unterwald und dem Kleinkastell Hainhaus

Der ursprüngliche Wachturm war ein Teil des Obergermanisch-Raetischen Limes, der während der römischen Kaiserzeit angelegt wurde, um die Grenzen des Römischen Reiches zu sichern. Der Bau des Limes begann unter Kaiser Domitian (81–96 n. Chr.) und wurde unter den Kaisern Trajan (98–117 n. Chr.) und Hadrian (117–138 n. Chr.) wesentlich erweitert und verstärkt. Der Limesturm in Pohlheim mit der Bezeichnung Wp 4/49 repräsentiert einen Abschnitt dieser Grenzbefestigung, die sich über Hunderte von Kilometern erstreckte und das römische Territorium von den germanischen Stämmen nördlich davon abgrenzte.
Er stand an der Grenzlinie zwischen dem Kleinkastell Holzheimer Unterwald und dem Kleinkastell Hainhaus.
Der Turm wurde im 2. Jahrhundert n. Chr., zur Zeit der größten Ausdehnung und Konsolidierung des Limes, als Beobachtungs- und Signalposten errichtet. Diese Zeit fiel zusammen mit einer Phase relativer Stabilität an den Grenzen des Reiches, die jedoch immer wieder durch Konflikte mit germanischen Stämmen unterbrochen wurde. Die Grenze diente nicht nur als Verteidigungslinie, sondern auch als Kontrollmechanismus für den Handel und als Mittel zur Integration der eroberten Gebiete in das römische Wirtschafts- und Verwaltungssystem.
Der Wachturm stand am nördlichsten Punkt des Limes, im heute sogenannten Wetteraubogen. Der Standort verdeutlicht somit eine signifikante strategische Positionierung des Römischen Reiches. Er verkörpert die Intention Roms, eine feste Grenze zu etablieren und zugleich ein wachsames Auge auf die benachbarten germanischen Stämme zu haben. Diese wechselhafte Beziehung zwischen den Römern und den Germanen, geprägt von diplomatischen, kommerziellen und militärischen Interaktionen, positioniert den Turm als Zeuge einer komplexen Grenzdynamik, in der die Stämme abwechselnd als Gegner und Verbündete auftraten.
Über die Jahrhunderte hinweg erlebte der Limes und mit ihm der Turm in Pohlheim verschiedene Phasen der Nutzung, des Ausbaus und der Rekonstruktion. Die fortschreitende Romanisierung der angrenzenden Gebiete und die damit einhergehenden kulturellen und wirtschaftlichen Veränderungen spiegeln sich in der Architektur und den Funden in und um den Turm wider.

### Zeit der Rekonstruktion
Die moderne Rekonstruktion des Limesturms auf dem Sandberg in Pohlheim stellt ein Projekt zur Bewahrung und Visualisierung römischer Militärarchitektur dar. Sie dient der historischen Aufarbeitung und der Bildung.
Die Initiative zur Rekonstruktion wurde Anfang des 20. Jahrhunderts maßgeblich durch die historische Forschung und das Engagement von Robert Sommer (1864–1937), dem Direktor der psychiatrischen Klinik an der Universität Gießen, geprägt. Sommer, der bei seinen Untersuchungen in der Region auf den nördlichsten Punkt des Wetterauer Limes stieß, erkannte die kulturelle und historische Bedeutung des Standortes.

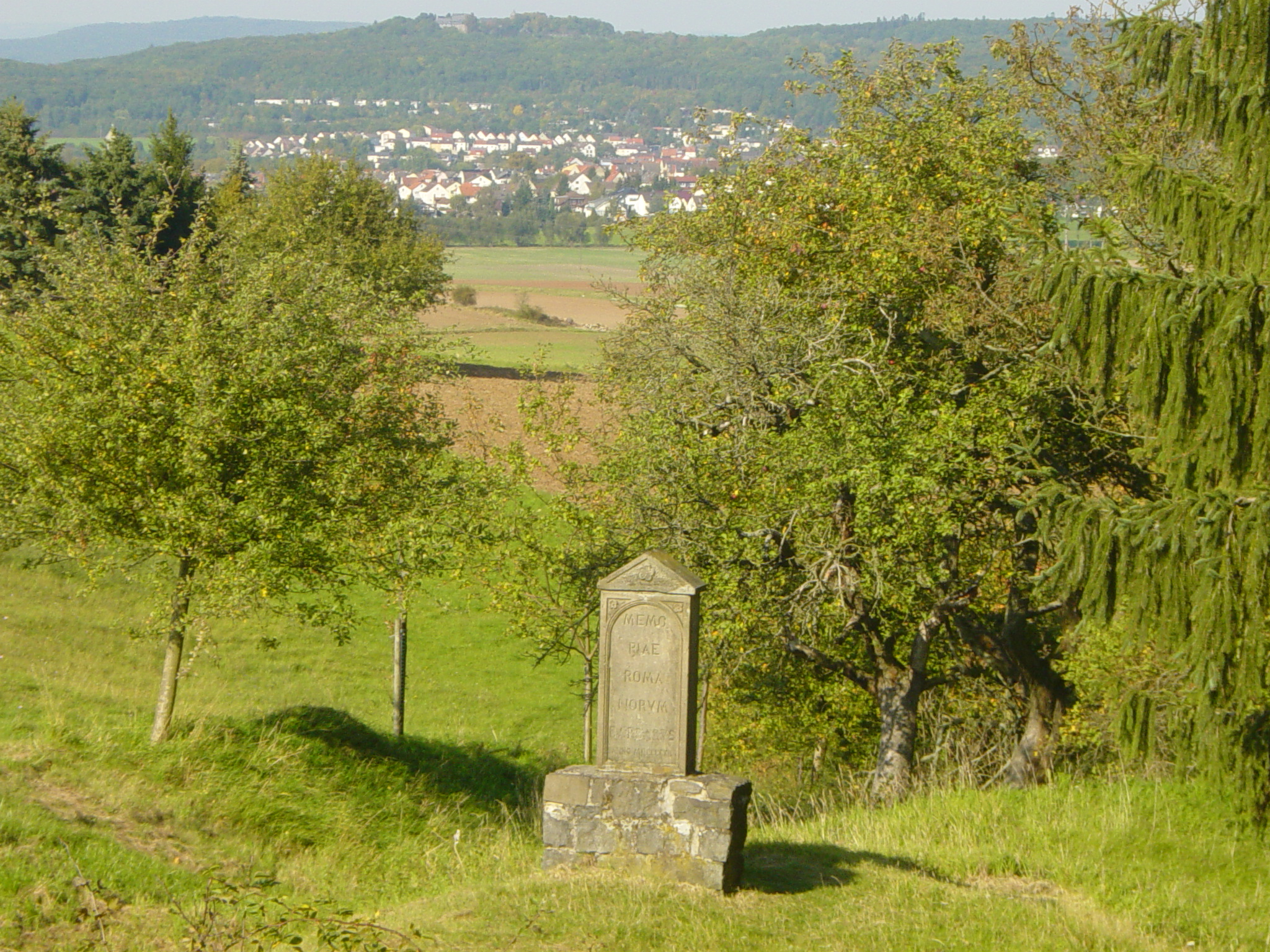
Der Barbarenstein von 1912

Um die fortschreitende Erosion und Überbauung des historischen Grenzwalls durch landwirtschaftliche Nutzung zu verhindern, erwarb Sommer 1910 ein ca. 3000 m² großes Areal, das die Überreste des römischen Grenzwalles einschloss. 1912 initiierte er die Setzung eines Gedenksteins, bekannt als Barbarenstein, zur Markierung und Würdigung des Limes als bedeutsames kulturelles Erbe.
Die tatsächliche Rekonstruktion des Wachturms erfolgte erst Jahrzehnte später, angeregt durch die von Sommer mitbegründete Heimatvereinigung Schiffenberg. Planung und Umsetzung des Rekonstruktionsprojekts wurden in Zusammenarbeit mit den lokalen Denkmalpflegebehörden und nach eingehender Beratung durch den damaligen Bodendenkmalpfleger des Kreises realisiert. Finanzielle Unterstützung erhielt das Projekt durch das Land Hessen, die Stadt Pohlheim und durch Eigenleistungen der beteiligten Vereine.

Wappen von Pohlheim mit dem Turm

Die Arbeiten begannen Anfang 1966 und die feierliche Einweihung des rekonstruierten Turms fand am 28. Mai 1967 statt. Die Rekonstruktion, die auf umfassenden archäologischen Untersuchungen und dem damaligen Stand der Forschung basierte, zielte darauf ab, die Struktur so originalgetreu wie möglich wiederherzustellen. Die Ergänzung des Turms durch rekonstruierte Wall- und Grabenanlagen sowie einen Palisadenzaun vervollständigte die historische Szenerie und diente der bildungsgeschichtlichen Aufarbeitung der römischen Präsenz in der Region. Eine Darstellung des Turms findet sich auf dem am 15. Mai 1975 durch den Hessischen Minister des Inneren genehmigten Wappen für die Stadt Pohlheim.
Die Errichtung des Limesturms und die damit verbundene landschaftliche Gestaltung trugen zur Sensibilisierung der Öffentlichkeit für die Bedeutung des Limes als kulturelles Erbe bei. Die Installation einer Informationstafel am Turm, die einen Überblick über den Verlauf des Limes und die spezifische Bedeutung des Standorts bietet, unterstreicht das Bestreben, den Turm als lehrreiches Denkmal für die regionale und römische Geschichte zu etablieren.
Die nach dem Kenntnisstand von 1967 erbaute Rekonstruktion liegt ein wenig südwestlich der authentischen Turmstelle und ist wohl in Teilen fehlerhaft. Die eigentliche Turmstelle ist als flacher, rund 1,50 m hoher und 18,90 m durchmessender Hügel deutlich im Gelände wahrnehmbar. Hier war von der Reichs-Limeskommission 15 m hinter dem Scheitel des Limeswalls ein quadratischer Steinturm mit einer Seitenlänge von 5,90 m festgestellt worden. Die Stärke der Mauern betrug 90 cm.

## Architektur des rekonstruierten Wachturms

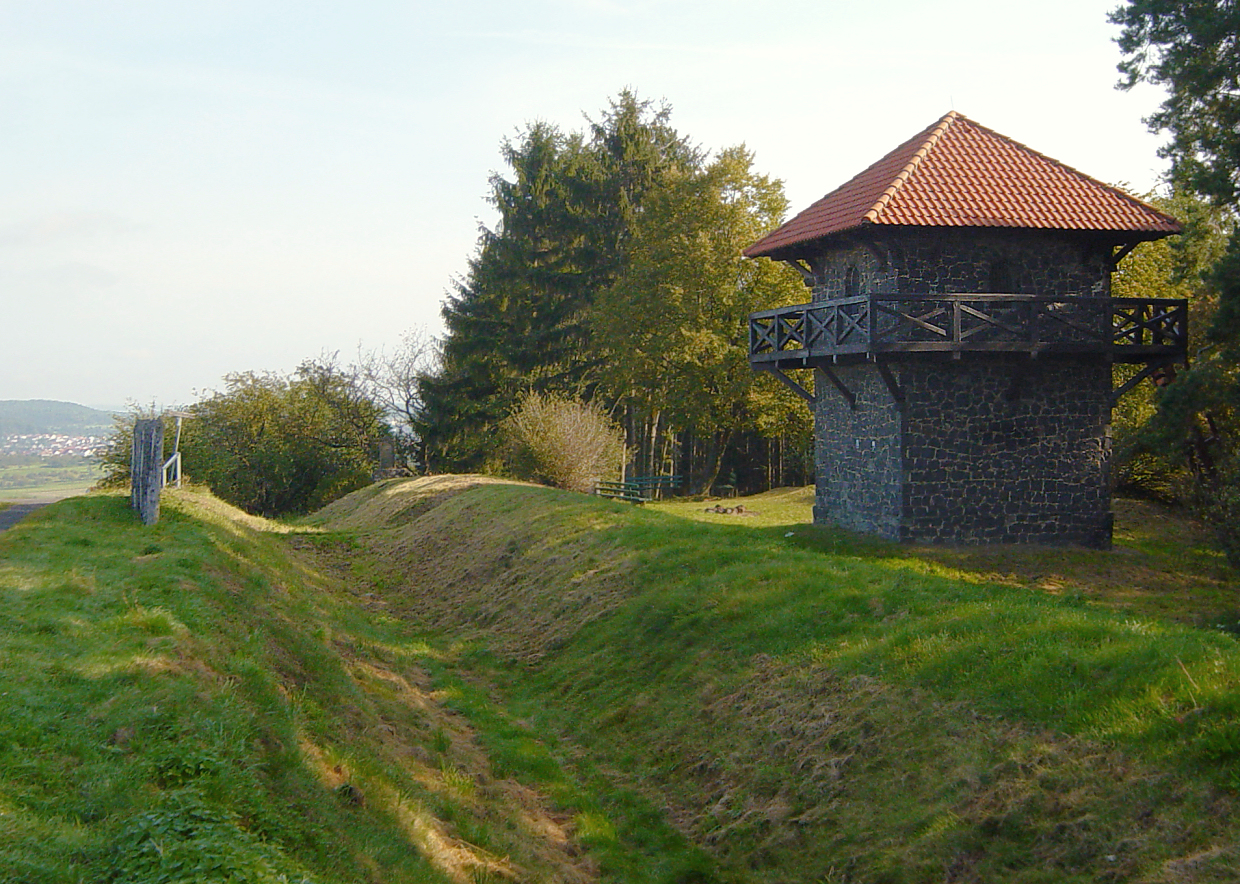
Der rekonstruierte Wachturm mit Wall und Graben

Römische Wachtürme dienten als fundamentale Bestandteile des Limes und waren in regelmäßigen Abständen entlang der Grenzlinie positioniert, um eine optische Signalübertragung zu ermöglichen. Ursprünglich in Holzbauweise während der ersten Bauphase des Limes errichtet, erfolgte später der Übergang zu Steinbauten.
Der rekonstruierte Limesturm weist einen quadratischen Grundriss mit einer Seitenlänge von 6 Metern auf. Die Struktur erhebt sich auf eine Höhe von etwa 9 Metern und ist gekennzeichnet durch ein überhängendes Zeltdach. Mit einer umlaufenden, mit einem Holzgeländer versehenen Brüstung zeigt das Bauwerk exemplarisch die Bautechnik und Architektur der römischen Grenzbefestigungen. Die Nutzung von Steinmaterial entspricht der traditionellen Bauweise der in der Mitte des 2. Jahrhunderts n. Chr. errichteten festen Wachtürme.